# Estreito de Ainão

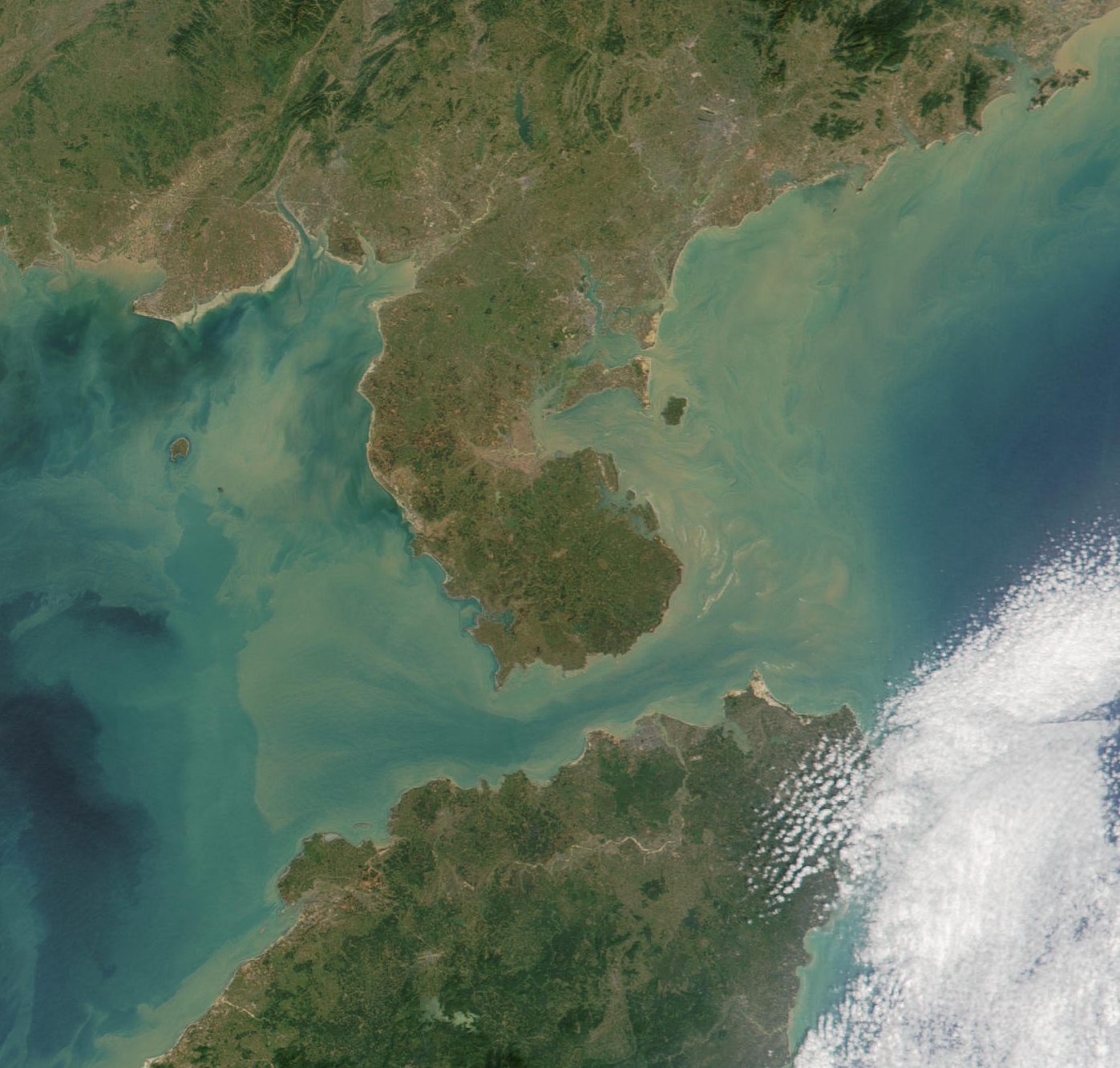
A península Leizhou e o estreito de Qiongzhou.

Estreito de Ainão ou estreito de Chionchou (chinês simplificado:琼州海峡; chinês tradicional:瓊州海峽, Qiongzhou) é um estreito que separa a península de Leicheu em Guangdong, sul da China, de Ainão, a ilha a sul. O estreito liga o Golfo de Tonquim a oeste e o Mar da China Meridional a este.
O estreito tem cerca de 30 km de largura e o seu centro tem as coordenadas 20° 09′ N, 110° 16′ L.